# Max Emanuel Ainmiller
Maximilian Emanuel Ainmiller, dit Max Ainmiller, né le 14 février 1807 à Munich et mort le 8 décembre 1870 à Munich, est un peintre et maître-verrier bavarois. Il pratique également la sculpture et l'horlogerie, comme passe-temps.

## Biographie
Ainmiller étudie l'architecture et l'ornementation architecturale à l'académie des beaux-arts de Munich sous la direction de Friedrich von Gärtner. Il en devient plus tard membre d'honneur et directeur. Il commence sa carrière à la manufacture de porcelaine de Nymphenburg, en tant que décorateur, puis découvre la peinture sur vitrail vers laquelle il se tourne et atteint ainsi une renommée internationale, grâce à la perfection de son travail, de son art et des nouvelles techniques qu'il met en œuvre. Il est l'auteur de vitraux en Allemagne, mais aussi en Angleterre, à Madrid, à Rome et à Saint-Pétersbourg (à la collégiale Saint-Isaac).
Une rue est baptisée à son nom à Munich depuis 1888. Il est enterré au cimetière du Sud de sa ville natale.

## Œuvre
Parmi ses œuvres, on peut distinguer:
- Les vitraux de la cathédrale de Ratisbonne (1826-1833)
- Les vitraux de l'église Notre-Dame-de-Bon-Secours de Munich
- Les vitraux de la cathédrale de Spire
- La série des cinq vitraux de Bavière de la cathédrale de Cologne (1844-1848)
- Quarante vitraux de la cathédrale de Glasgow, considérés comme son chef-d'œuvre
- Quelques vitraux de la cathédrale Saint-Paul de Londres
- Six vitraux de la Peterhouse (Cambridge)
- Deux vitraux représentant saint Pierre et saint Paul à la basilique Saint-Pierre de Rome

En tant que peintre de chevalet, on remarque:
- Une Vue de la chapelle royale de Windsor (huile)
- Une Vue de l'intérieur de l'abbaye de Westminster (huile)